# 錫達克雷斯特 (新墨西哥州)
錫達克雷斯特（英語：Cedar Crest）是位於美國新墨西哥州伯納利歐縣的普查規定居民點。

## 人口
根據2020年美國人口普查的數據，錫達克雷斯特的面積為8.10平方千米，皆為陸地。當地共有人口933人，而人口密度為每平方千米115.19人。